# Neumühl (Herrnfehlburg)
Neumühl war eine Einöde und ein Ortsteil der Gemeinde Herrnfehlburg im niederbayerischen Bezirksamt Bogen.
Der Ort lag zweihundert Meter westlich unterhalb von Unterweinberg am Rande der Kinsach-Au an dem von Stubenhof kommenden linksseitig der Kinsach zufließenden Neumühlgraben, heute Gemeindegebiet von Stallwang.

## Geschichte
In  der Uraufnahme aus der Zeit zwischen 1808 und 1864 ist ein Gebäude in Neumühle dargestellt, ebenso wie in einer Kartendarstellung aus der Zeit um 1829. In beiden Kartendarstellungen ist die Schreibweise Neumühle. Im Geschäfts- und Addreß-Handbuch für den Regierungsbezirk Niederbayern von 1841 ist die Schreibweise Neumühl. Der Ort gehörte seit spätestens 1818 zur Pfarrei Haselbach der Diözese Regensburg und hatte ein Haus. 1835 wurden fünf Seelen gezählt, 1860 waren es sieben. Im Jahr 1861 gab es einen Einwohner. In der Dokumentation zur Volkszählung 1871 wird der Ort als abgebrochene Einöde in der Gemeinde Herrnfehlburg beschrieben. Seit der Volkszählung von 1885 wird dieser Ort nicht mehr erwähnt.